# Cathédrale patriarcale de la Résurrection-du-Christ à Kiev
Cette  cathédrale ne doit pas être confondue avec une autre cathédrale de Kiev.
 D’autres cathédrales portent le nom de cathédrale de la Résurrection.
La cathédrale patriarchale de la Résurrection-du-Christ (en ukrainien : Патріарший Собор Воскресіння Христового) est la cathédrale principale de l'Église grecque-catholique ukrainienne, à Kiev, la capitale du pays.  
L'édifice est inauguré le 27 mars 2011. 
Il est situé dans le quartier de Livoberezhnyi sur la rive gauche du Dniepr, étant l'une des rares églises de Kiev à ne pas se trouver sur la rive droite. 
C'est le siège de la plus grande archiparchie de Kiev-Galitzie.